# Мештревац
Мештревац је насељено мјесто у општини Фоча, Република Српска, БиХ. Према попису становништва из 1991. у насељу је живјело 208 становника.

## Географија
Село Мештревац удаљено је од Фоче око 50 километара. Налази се у подножју планине Радовине, на кањону реке Таре. Међи се са селима Веленићи и Слатина.

## Становништво
| Демографија | Демографија | Демографија |
| Година      | Становника  | Становника  |
| ----------- | ----------- | ----------- |
| 1991.       | 208         |             |

### Презимена
Најчешћа српска презимена су:
Адамовић, Радановић, Топаловић, Живановић, Давидовић, Млађеновић, Радовић,Стојић,Фундуп,Лечић,Марковић,Вуковић,Баиловић,Сарић,Стевановић.